# Platanthera angustilabris
Platanthera angustilabris là một loài thực vật có hoa trong họ Lan. Loài này được Seidenf. miêu tả khoa học đầu tiên năm 1995.